# Corpa
Corpa es un municipio español de la Comunidad de Madrid, situado en la subcomarca natural de la Alcarria de Alcalá. Cuenta con 697 habitantes (INE 2018) y un término municipal de 25,91 km². Dista 14 km de Alcalá de Henares y 43 km de Madrid.

## Historia

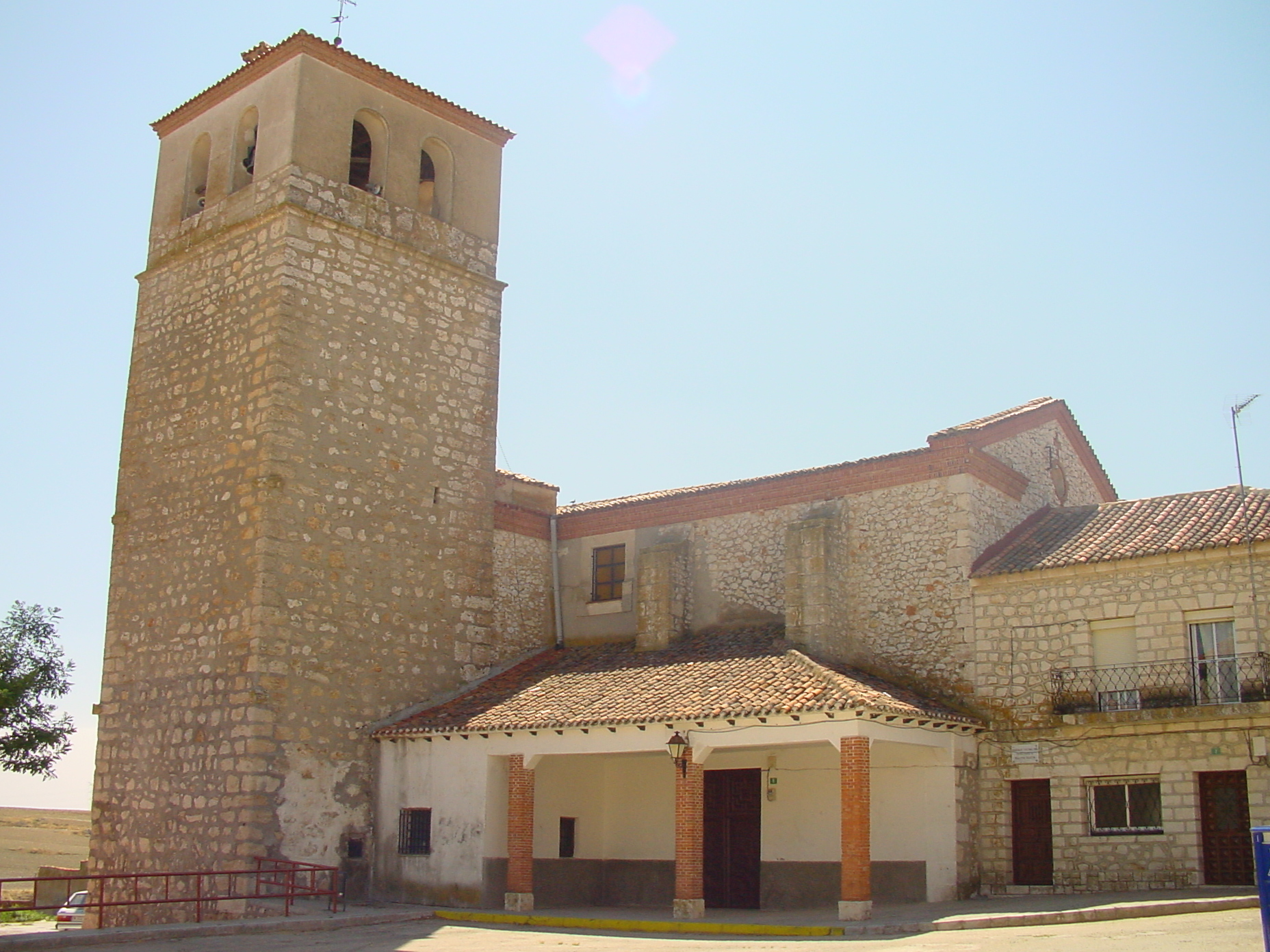
Iglesia de Corpa

Rodeada de llanuras cerealistas y de varios olivares, la villa es famosa por sus fuentes y manantiales, cuya agua era embotellada y mandada a Flandes. Varios reyes, entre ellos Felipe II, Felipe III y Felipe IV, obtenían esta agua para su uso personal.

## Demografía
Cuenta con una población de 792 habitantes (INE 2024).
| Gráfica de evolución demográfica de Corpa entre 1842 y 2021                                                           |
| |
| Población de derecho según los censos de población del INE. Población de hecho según los censos de población del INE. |

## Transporte público
Existen dos líneas de autobús que comunican el pueblo con Alcalá de Henares, que son:
| Línea | Recorrido                          |
| ----- | ---------------------------------- |
| 271   | Alcalá de Henares - Pezuela - Pioz |
| 272   | Alcalá de Henares - Villalbilla    |

## Símbolos
El escudo heráldico y la bandera que representan al municipio fueron aprobado el 10 de agosto de 1989. El blasón del escudo es el siguiente:

«Escudo cortado, primero de gules, una cruz de plata. Segundo, de sinople, una fuente de plata. Al timbre corona real cerrada.»
Boletín Oficial de la Comunidad de Madrid nº 201 de 24 de agosto de 1989

La descripción textual de la bandera es la siguiente:

«Bandera de proporciones 2:3 paño verde con el escudo municipal en el centro.»
Boletín Oficial de la Comunidad de Madrid nº 201 de 24 de agosto de 1989

## Política y gobierno
El poder municipal reside en la asamblea municipal. La composición de la asamblea es la siguiente:
- IU Izquierda Unida: 203 votos y 4 concejales.
- PSOE Partido Socialista Obrero Español: 100 votos y 2 concejales.
- PP Partido Popular: 72 votos y 1 concejal.
Desde 2015, gobierna con mayoría absoluta el alcalde Santiago Serrano Barranco (IU).

## Patrimonio
Como construcciones de interés, destacan la iglesia de Santo Domingo de Silos, del siglo XII, el palacio del Marqués de Corpa o de Mondéjar del último tercio del siglo XVI y el pilón.